# Honoré Cornudet des Chaumettes
Pour les articles homonymes, voir Cornudet des Chaumettes.
Honoré François Joseph Cornudet des Chaumettes, né le 21 mars 1861 à Paris et mort le 11 février 1938 à Paris 16e, est un homme politique français.

## Biographie
Arrière-petit-fils de Joseph Cornudet des Chaumettes, fils de Joseph-Alfred et frère cadet d'Émile, Honoré Cornudet fait ses études secondaires au lycée Condorcet, puis étudie le droit à la Faculté de Paris, où il passe sa licence. Par la suite, il entreprend des voyages à l'étranger.
De retour en France, il se fait élire en 1886 conseiller municipal de Neuville, dans la commune où est situé le château familial, et en devient maire de 1888 à 1938. Le 9 janvier 1891, il est élu conseiller général du canton de Pontoise. Secrétaire du Conseil général, il entre à la Commission départementale.
Lors des législatives du 8 mai 1898, il est élu au premier tour député de la circonscription de Pontoise par 7 673 voix sur 15 113 votants. Inscrit au groupe républicain, il siège dans plusieurs commissions, en particulier celles de la réforme judiciaire et de la législation fiscale. De 1900 à 1901, il siège au bureau de la Chambre en tant que secrétaire.
Réélu au premier tour le 27 avril 1902 par 9 639 voix sur 15 881 votants, il s'inscrit au groupe progressiste et appartient à plusieurs commissions spéciales. Il est également réélu au premier tour le 6 mai 1906 par 8 367 voix sur 16 462 votants, puis, parmi les membres de l'Union républicaine, le 24 avril 1910 par 8 520 voix sur 16 937 votants et le 26 avril 1914 par 7 159 voix sur 13 939 votants.
Pendant la Première Guerre mondiale, son hôtel particulier parisien, situé 115, avenue Henri-Martin, abrite l’hôpital auxiliaire no 287, qui compte 40 lits, une salle d’opérations, une chambre d’isolement pour les malades difficiles, un dépôt mortuaire avec une petite chapelle... Les salons de l’hôtel, dits rouge et noir, sont transformés en dortoirs pour les soldats blessés, qui peuvent se promener dans les jardins et dans le bois de Boulogne tout proche.
Après la guerre, lors des législatives du 16 novembre 1919, qui voit le retour du scrutin par liste, il occupe la septième place de la liste républicaine d'union nationale démocratique, qui rafle tous les sièges. Lui-même obtient 36 016 voix sur 175 817 votants.
À son instigation est votée une loi en 1919, complétée en 1924, qui oblige certaines villes à se doter d’un « Plan d’aménagement, d’embellissement et d’extension (PAEE) » dite loi Cornudet, s’impose comme l’ancêtre des lois de planification urbaine en France.
Membre de la commission d'administration générale, départementale et communale et de la commission des affaires étrangères, ainsi que de diverses commissions spéciales, il est nommé, en 1920, président de la commission de l'administration générale.
Candidat lors d'une élection sénatoriale partielle le 6 janvier 1924, il est élu au troisième tour de scrutin par 777 voix sur 1 533 votants et se démet de son mandat de député le 17 janvier.
En revanche, lors du renouvellement triennal du 9 janvier 1927, il n'obtient au premier tour que 48 voix sur 1 684 votants et doit se retirer de la compétition. Il prend sa revanche quelques semaines plus tard, le 8 mai, lors d'une élection partielle où il obtient dès le premier tour 1 078 voix sur 1 684 votants. Inscrit au groupe de l'Union démocratique du Sénat, il entre à la commission des colonies, protectorats et possessions d'outre-mer, dont il est nommé président en 1933, et à celle de l'administration générale, départementale et communale, à celle de l'Algérie et à celle des affaires étrangères et de politique générale des protectorats, dont il devient vice-président en 1934.
Il est battu lors des élections sénatoriales du 20 octobre 1935 (pour le renouvellement du 14 janvier 1936), ne recueillant que 292 voix sur 2 052, et se retire.
Il meurt trois ans plus tard, à l'âge de 76 ans.

## Famille
Marié à Marie Cécile Jeanne de Villeneuve-Bargemon, morte en 1907, il est le père de cinq filles : Louise, décédée à l'âge de dix-huit mois, Valentine, décédée dans sa sixième année, Roselyne, née à Neuville-sur-Oise le 27 octobre 1893 et morte en 1977 qui épouse René, marquis de Chabrillan, Edmée, morte en 1959 qui épouse le marquis de Saint Chamant dont elle n´aura pas de descendance, et Raymonde qui épouse le baron Petit de Beauverger ambassadeur de France,. La tradition de cette famille éteinte a été reprise par la famille La Poëze d´Harambure, laquelle a procédé à un dépôt particulièrement important des archives de la famille et du château de Neuville-sur-Oise, auprès des archives départementales du Val-d'Oise à Pontoise.

## Mandats de député
- 08/05/1898 - 31/05/1902 : Seine-et-Oise
- 27/04/1902 - 31/05/1906 : Seine-et-Oise
- 06/05/1906 - 31/05/1910 : Seine-et-Oise
- 24/04/1910 - 31/05/1914 : Seine-et-Oise
- 26/04/1914 - 07/12/1919 : Seine-et-Oise
- 16/11/1919 - 17/01/1924 : Seine-et-Oise

## Mandats de sénateur
- 06/01/1924 - 09/01/1927 : Seine-et-Oise
- 08/05/1927 - 13/01/1936 : Seine-et-Oise